# Esercizi spirituali
Gli Esercizi spirituali (titolo originale Exercitia spiritualia) sono un'opera di Ignazio di Loyola. Costituiscono il metodo di spiritualità proprio della Compagnia di Gesù.
Nel linguaggio comune e nel magistero cattolico sono anche in generale cosiddette le pratiche di ritiro spirituale: "un insieme di meditazioni e di preghiere in un'atmosfera di raccoglimento e di silenzio" dove potrà particolarmente agire lo Spirito Santo, condotte tipicamente "con la mediazione di una guida spirituale", "in ordine alla purificazione del cuore, alla conversione della vita e alla sequela di Cristo, per il compimento della propria missione nella Chiesa e nel mondo".

## Sfondo storico

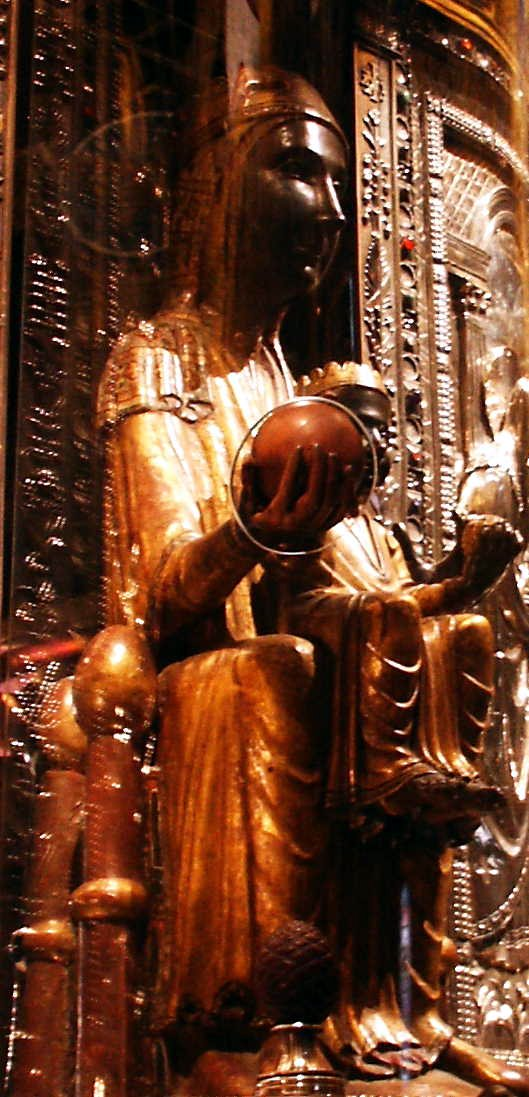
La Vergine di Montserrat, conservata nell’omonimo monastero

Dopo essersi ripreso da una ferita ad una gamba durante l'assedio di Pamplona nel 1521, Ignazio di Loyola si ritirò coi monaci benedettini presso il Monastero di Montserrat, in Catalogna, nel nord della Spagna, ove offrì la sua spada alla Madonna. I monaci lo introdussero agli esercizi spirituali propinati da Garcia de Cisneros, i quali erano in gran parte basati sugli insegnamenti dei Fratelli della Vita Comune, promotori della Devotio moderna. 
Da Montserrat si portò a Barcellona ma deviò poi verso il villaggio di Manresa, dove rimase per diversi mesi continuando la sua convalescenza presso l'ospedale locale. Durante questo periodo Ignazio ebbe modo di scoprire l'Imitazione di Cristo di Tommaso da Kempis, opera d'ispirazione principale della "devotio moderna", opera che anziché focalizzarsi sul lavoro nella vigna del Signore - come dirà Ignazio nelle sue Constitutiones, - dava poco spazio alla spiritualità apostolica a favore di un'imitazione fisica e spirituale di Cristo. In questo periodo Ignazio pregava spesso in una vicina grotta dove praticava un ascetismo rigoroso. Durante questo stesso periodo, Ignazio sperimentò una serie di visioni e formulò i punti chiave dei suoi Esercizi spirituali. Successivamente rifinì e completò quest'opera mentre si trovava studente a Parigi.

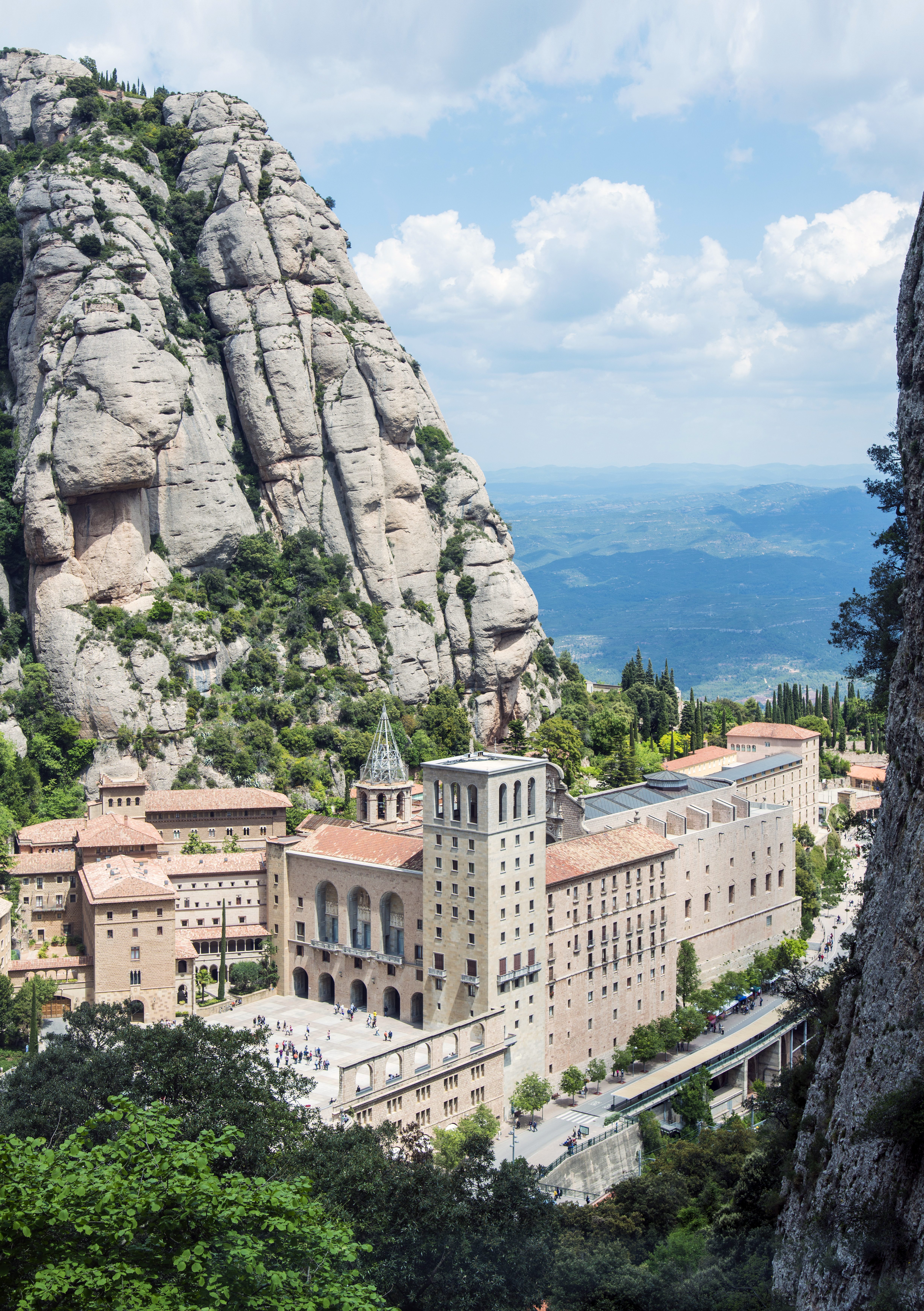
L'abbazia di Montserrat

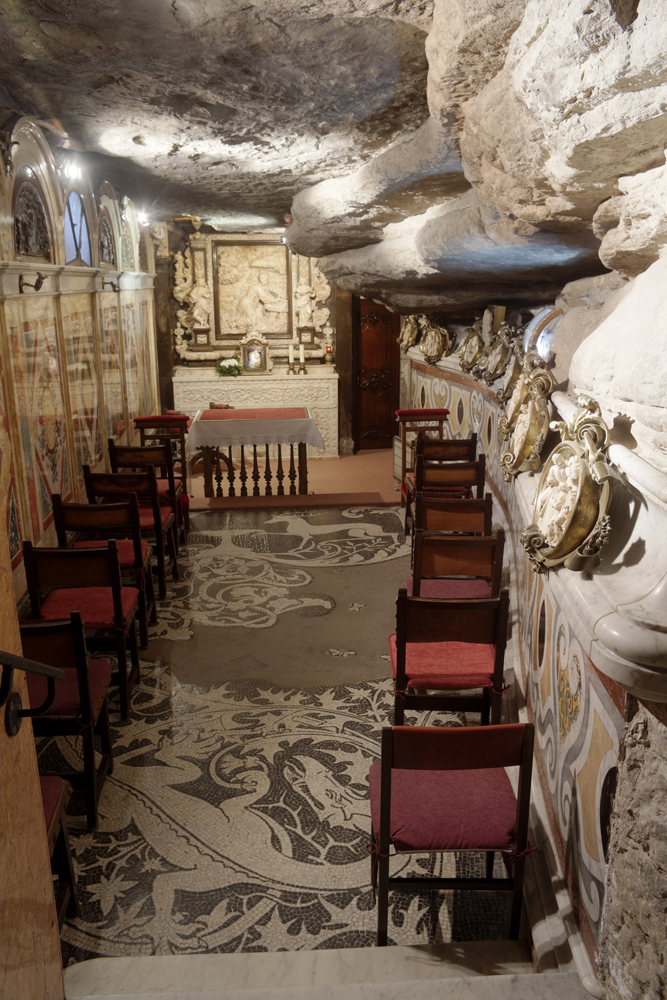
La cappella della grotta di Sant'Ignazio a Manresa

Gli Esercizi spirituali di Sant'Ignazio sono così divenuti la pietra d'angolo della spiritualità ignaziana, un modo per comprendere anche la spiritualità dei gesuiti stessi. Per quanto originariamente tali regole fossero state pensate per una reclusione totale rispetto al mondo con l'intento di focalizzarsi unicamente su Cristo ed evitare altre distrazioni del mondo terreno, Ignazio nelle sue note introduttive agli stessi Esercizi disse che non era necessario un lungo periodo di reclusione per comprenderne lo spirito. Gli Esercizi vennero pensati per essere praticati sotto la guida di un direttore spirituale, ma non erano destinati unicamente alla meditazione di monaci o sacerdoti, ma piuttosto egli li vedeva come uno strumento per portare alla conversione o al cambiamento del cuore, spirito ideale per il periodo di grandi riforme che egli si trovava a vivere. Dopo la fondazione della Società di Gesù, gli Esercizi divennero il testo fondamentale del programma dell'ordine, in particolare nei primi anni di noviziato e durante gli ultimi anni di studio dopo l'ordinazione sacerdotale.

## Storia
Ignazio dà la definizione di Esercizi spirituali nella prima osservazione introduttiva dell'opera:
(Ignazio di Loyola, Esercizi spirituali, prima osservazione introduttiva.)
Elaborati dal fondatore tra il 1522 (durante il suo soggiorno a Manresa) e il 1535 (a Parigi), le prime copie manoscritte del testo in spagnolo degli Esercizi circolavano all'interno della Compagnia e contenevano alcuni errori di trascrizione. Ignazio affidò la traduzione del testo in latino ad André des Freux (poiché il testo in spagnolo venne pubblicato solo nel 1615, molti ritennero fosse il latino la lingua originale). La prima edizione a stampa degli Esercizi avvenne nel 1548, con i tipi di Antonio Blado e grazie ai finanziamenti di Francesco Borgia, duca di Gandía. Insieme al testo degli Esercizi venne pubblicato anche il breve Pastoralis officii di papa Paolo III (del 31 luglio 1548), che esorta tutti e dappertutto a servirsi degli esercizi. La prima edizione in lingua italiana è stata pubblicata nel 1911.
L'opera comprende meditazioni sul peccato e metodi pratici di preghiera e di esame di coscienza. Gli Esercizi propongono un'esperienza di quattro settimane che conduce, attraverso la purificazione dagli affetti disordinati e la conversione, a sperimentare la gioia dell'essere in Cristo.
Gli Esercizi spirituali sono una sorta di manuale per coloro che "danno" gli esercizi (i "direttori"): il ciclo completo dura trenta giorni e vanno fatti in isolamento (nel corso di ritiri) e in stretto colloquio con i direttori spirituali; sono previste anche forme più brevi o che impegnano solo poche ore al giorno, consentendo agli "esercitanti" di continuare le proprie faccende. I direttori hanno il ruolo di insegnare agli esercitanti il catechismo e il modo di pregare, ascoltare gli esercitanti dando loro consigli spirituali e proporre loro spunti per la preghiera e la meditazione.

## Metodo e struttura

### La forma originaria
Secondo la forma originaria degli Esercizi voluta da Sant'Ignazio, erano previsti trenta giorni di silenzio, solitudine e reclusione dal mondo. Gli Esercizi erano divisi in quattro "settimane" di varia lunghezza con quattro temi principali: il peccato e la pietà di Dio, episodi della vita di Gesù, la passione di Gesù e la risurrezione di Cristo con la contemplazione dell'amore di Dio. Quest'ultimo obiettivo era visto come il principale della spiritualità ignaziana, un modo per riscoprire Dio in tutte le cose. Le "settimane" rappresentavano i passi da compiere nel processo di mettersi completamente al servizio di Dio.
- Prima settimana: Il peccato e la pietà di Dio
- Seconda settimana: Episodi della vita di Gesù
- Terza settimana: La passione di Gesù
- Quarta settimana: La risurrezione di Gesù e l'amore di Dio

Mattina, pomeriggio e sera erano i momenti ideali per esaminarsi. La mattina era il momento principale per riflettere sul proprio peccato, il pomeriggio per riesaminarlo così da stilare un resoconto della frequenza del peccato e della sua gravità durante ciascun giorno e nel passare dei giorni.
Dal momento che ogni giorno doveva in teoria essere seguito dalle direttive di un direttore spirituale, questi avrebbe dovuto fornire il materiale necessario per le riflessioni ogni quattro-cinque giorni. L'esercitante avrebbe quindi riferito al direttore i propri progressi o le proprie preoccupazioni sul materiale proposto così da poter far sì che nei giorni successivi gli venisse proposto quello più appropriato. Ovviamente Ignazio precisa come il ruolo del direttore non deve in alcun modo interferire con l'opera di grazia e di redenzione che Dio opera durante questo periodo nella persona "ben disposta".
Dopo la prima settimana, Ignazio raccomandava una contemplazione che egli definiva "applicazione dei sensi." Egli chiedeva pertanto di "porsi in una scena del Vangelo. Chiedersi "Cosa vedo? Cosa sento? Cosa percepisco, cosa gusto od odoro?" Il proposito di questi Esercizi è quella di "seguire e imitare il più fedelmente possibile nostro Signore".

### Applicazioni moderne
Gli Esercizi spirituali di Sant'Ignazio di Loyola sono oggi considerati un classico della letteratura spirituale cristiana. Essi comunque hanno perso oggi l'impostazione rigida voluta da sant'Ignazio per stare maggiormente al passo coi tempi e consentire di vivere al meglio i contenuti anche nella società moderna.
Dagli anni '80 del Novecento, vi è stato un rinnovato interesse negli Esercizi spirituali, in particolare tra il pubblico laico, come pure tra i cristiani ed altre organizzazioni di vita cristiana che spesso hanno posto gli Esercizi al centro della loro spiritualità. Gli Esercizi vengono spesso visti come un'occasione per cambiare la propria vita e una scuola alla preghiera contemplativa.
Il metodo più comune per un laico per avvicinarsi agli Esercizi è quello del "ritiro dalla vita mondana", un programma di cinque-sette mesi di preghiere quotidiane e incontri con un direttore spirituale. Chiamati anche "19^ annotazione agli esercizi" sulla base di una nota di sant'Ignazio stesso, la 19^, all'introduzione del suo volume, nel quale si indica che il ritiro dal mondo che ci circonda non deve essere eccessivo ma i metodi di discernimento si possono acquisire anche con un esercizio quotidiano rimanendo nel mondo con momenti di preghiera personali.
Alcuni applicano il ritiro classico di sant'Ignazio di 30 giorni diviso in due o tre sezioni un paio di volte all'anno. Gran parte dei ritiri spirituali nel mondo cattolico coinvolgono oggi elementi tratti dagli Esercizi spirituali. Spesso i ritiri spirituali sono pensati per gruppi specifici di persone come coloro che sono sposati o fidanzati. Sono disponibili persino guide personali agli Esercizi e corsi online.
Padre Francisco de Paula Vallet (1883-1947), ideò il metodo dei cinque giorni, poi diffuso anche dal suo discepolo padre Ludovic-Marie Barrielle (1897-1983), che riassume il mese di sant'Ignazio lasciando integre le meditazioni fondamentali, mettendole così alla portata di tutti.